# Palazzo delle Scintille
Le palazzo delle Scintille est un bâtiment de la ville de Milan en Italie.

## Histoire
Le bâtiment, conçu par l'architecte Paolo Vietti-Violi (it), est inauguré en 1923 comme palais des sports. En 1935 il devient un pavillon de la Foire de Milan.
Pendant les années 2010 le bâtiment est englobé dans le nouveau quartier de CityLife. En 2021, lors de la pandémie de Covid-19, il sert comme centre de vaccination.

## Description
Le palais se situe dans la piazza VI Febbraio à l'ouest du centre-ville de Milan.
Il présente un plan rectangulaire, et est surmonté d'un dôme elliptique. Il peut accueillir jusqu'à 18 000 visiteurs.